# ماسافومي كيمورا
ماسافومي كيمورا (باليابانية: 木村雅史؛ بالكانا: きむら まさふみ) هو مؤدي صوت ياباني، ولد في 3 مارس 1976 في محافظة آوموري في اليابان.

## وصلات خارجية
- ماسافومي كيمورا على موقع IMDb (الإنجليزية)
- ماسافومي كيمورا على موقع قاعدة بيانات الفيلم (الإنجليزية)
- ماسافومي كيمورا على موقع ANN person (الإنجليزية)